# Мессояха
Мессоя́ха (Мессо-Яха) — река в России, протекает по территории Тазовского района Ямало-Ненецкого автономного округа. Длина реки — 466 км, площадь водосборного бассейна — 26 000 км², среднегодовой расход воды — 230 м³/с.

## Географическое положение
Исток реки расположен на Нижнеенисейской возвышенности, возле самой границы с Таймырским муниципальным районом Красноярского края, в основании Гыданского полуострова. Река впадает в Тазовскую губу Карского моря в районе села Находка. При впадении в Тазовскую губу образует сеть рукавов.

## Бассейн реки
Бо́льшая часть (94 %) притоков имеют длину менее 10 км. Четыре крупнейших притока имеют длину более 200 км — Нянгусьяха, Нядояха, Мудуйяха, Индикъяха. Объём годового стока — 7,4 км³.

## Разное
Основным источником вод для реки являются талые снеговые воды. Подпитка со стороны грунтовых вод незначительна ввиду наличия мощного слоя вечной мерзлоты. Ледостав обычно приходится на вторую половину октября, ледоход — на июнь.
В реке нерестятся рыбы из промыслового рода сиговых. Район протекания реки находится в области залегания газоносных месторождений. Действует газопровод Мессояха — Норильск. В сентябре 2016 года было официально дано начало освоению Восточно-Мессояхского месторождения.

### Экологическое состояние
Река Мессояха протекает вдали от промышленных центров. Вследствие этого воды реки отличаются чистотой и отсутствием промышленных выбросов. Содержание различных загрязнителей, связанных так или иначе с добычей углеводородов, не превышает в реке предельно-допустимой концентрации. По своему химическому составу Мессояха практически ничем не отличается от большинства других рек сибирской тундры. Для реки характерно преобладание гидрокарбонат-ионов и ионов кальция; содержание тяжёлых металлов невелико.